# Nasensekret

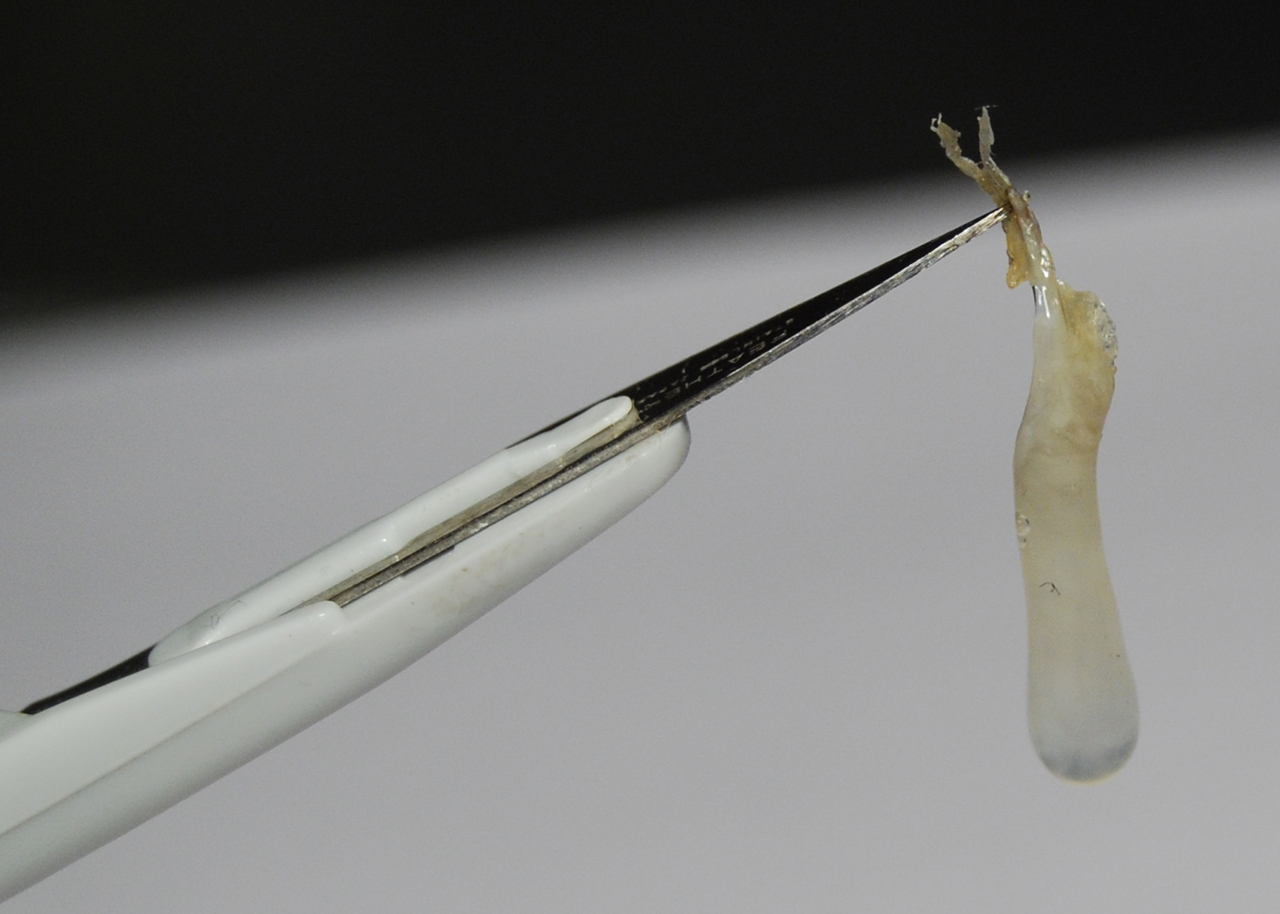
Ein „Popel“, unten das flüssige Nasensekret, oben schon angetrocknet

Nasensekret oder Nasenschleim (umgangssprachlich „Rotz“ oder „Schnodder“ genannt, angetrocknet „Popel“) ist ein schleimartiges Sekret, das im Inneren der Nase von Menschen und Tieren mit Hilfe spezieller Drüsen in der Schleimhaut gebildet wird. Normalerweise reinigt sich die Nase selbst durch Niesen.

## Erklärung
Der biologische Nutzen des Nasensekrets besteht in der Befeuchtung der Atemluft und ihrer Reinigung von Staub. Der Hauptteil des Nasensekrets ist dünnflüssig und fließt fortwährend nach innen über den Rachenraum ab. Bei Menschen und anderen Trockennasenprimaten verfestigt sich jedoch im Bereich der Nasenlöcher, der verstärkt der Austrocknung ausgesetzt ist, ein Teil des Sekrets und kann nicht mehr von alleine abfließen. Dieses angetrocknete Sekret muss dann, z. B. mit Hilfe eines Fingers („Nasenbohren“, „Popeln“) oder durch Ausblasen der Nase in ein Taschentuch („Schnäuzen“), nach außen entfernt werden, um wieder eine freie Atmung durch die Nase zu ermöglichen.

## Erkrankungen
Die vermehrte Abgabe von krankhaft verändertem Nasensekret wird als Nasenausfluss (griechisch Rhinorrhoe)  bezeichnet. Eine ungenügende Bildung von Nasensekret führt zu einer Austrocknung der Nasenschleimhaut („trockene Nase“, Rhinitis sicca).

## Sprachliches
- Weitere regionale Bezeichnungen sind „Schnuddel“, „Schnudel“,[1] „Rotze“, oder „Schnötte“, norddeutsch „Schnotten“. Die verfestigte Form hat eigene Namen: medizinisch „Borke“; umgangssprachlich „Popel“, fränkisch „Bubbl“,[2] süddeutsch auch „Nasenmann, Nasenstein, Nasenbohrer“ oder „Bettler“, bairisch auch „Rammel“ oder „Wuckerl“, kölsch auch „Mömmes“,[3] lippisches Plattdeutsch auch „Mock“,[4] österreichisch selten auch „Rawuza“; früher Nachweis als „der Kengel“ bei Friedrich Dedekind: Grobianus (Worms 1551), niederhessisch auch „der Ginkel“, schweizerdeutsch „Böögg“[5].
- Im Volksmund werden "ungezogene" Kinder manchmal abfällig oder scherzhaft als „Rotznasen“ bezeichnet.
- Die Gewohnheit des Verspeisens von Nasensekret wird in der Medizin Mukophagie genannt.
- Absichtliches Schnäuzen auf den Boden (meist durch Zuhalten einer Nasenhöhle) bezeichnet man als rotzen, in Berlin auch als Charlottenburger, in Teilen Österreichs als Bauernschnäuzer. Es ist wie das Spucken (späuzen) heute allgemein verpönt, jedoch rechtlich nicht verboten.

## Sonstiges
- Der Nasensauger ist ein Gerät zum Entfernen des Sekrets.